# Slovaška akademija znanosti
Slovaška akademija znanosti (slovaško Slovenská akadémia vied, okrajšano SAV) je narodna akademija s sedežem v Bratislavi in ena najpomembnejših znanstvenih ustanov na Slovaškem. Organizirana je v tri sekcije: za fiziko, za vede o življenju in za družboslovje, v sklopu akademije pa delujejo tudi različni inštituti, ki se ukvarjajo z znanstvenimi raziskavami na posameznih področjih. Izdaja večje število monografij in revij.
Ustanovljena je bila kot Slovaška akademija znanosti in umetnosti med drugo svetovno vojno. V zgodnjih letih je bila pod nadzorom komunistične oblasti. Leta 1953 je po odloku Slovaškega narodnega sveta dobila sedanje ime. Po padcu komunističnega režima v žametni revoluciji leta 1989 je pridobila večjo avtonomijo.